# Síndrome do desfiladeiro torácico
A síndrome do desfiladeiro torácico consiste de um grupo de diferentes distúrbios envolvendo a compressão da abertura torácica superior que afeta o plexo braquial (nervos que passam do pescoço para o braço, e/ou a artéria subclávia e veia subclávia (vasos sanguíneos) que passam entre o tórax e a extremidade superior).